# Taça Ioduran
Die Taça Ioduran (Idouran Pokal) war ein brasilianischer Wettbewerb für Fußball-Vereinsmannschaften in den Jahren 1917 bis 1919. Er sollte dem Vergleich der Leistungsstärke der Staatsmeister von Rio de Janeiro und São Paulo dienen.
Da der Meister von São Paulo Club Athletico Paulistano 1917 und 1919 nicht antrat, kam es in der Geschichte des Wettbewerbes nur zu einem Spiel, in dem Paulistano – auf dem Platz von Botafogo in Rio vor 5000 Zusehern, wie einige Quellen berichten – den Fluminense FC mit 3:2 besiegte und sich damit als brasilianischer Meister fühlte. In den Jahren 1917 und 1919 wurden America FC und Fluminense kampflos zu Siegern erklärt.
Als Vorgängerwettbewerb kann die Taça Salutaris von 1911 angesehen werden. 1914 kam es zur Austragung einer Taça dos Campeões Estaduais Rio-São Paulo zwischen Spitzenvereinen beider Staaten. Unter dieser und ähnlichen Bezeichnungen kam es in mehr oder weniger unregelmäßigen Abständen noch bis 1986 zu weiteren Turnieren.
In direkter Nachfolge der Taça Ioduran kam es 1920 zur Ausspielung der Copa dos Campeões Estaduais, dem „Pokal der Staatsmeister“, bei dem das Teilnehmerfeld mit dem Staatsmeister von Minas Gerais erweitert wurde. 1936 kam es zu einer Neuauflage dieses Turnieres, bei dem das Teilnehmerfeld nochmals aufgestockt wurde. Aber bereits ab 1933 begann sich das Torneio Rio-São Paulo als Wettbewerb der Spitzenvereine der beiden Bundesstaaten zu etablieren, welches schließlich zu Anfang der 1970er Jahre zur Brasilianischen Meisterschaft mutierte.

## Die Spiele um die Taça Ioduran
- 1917: America FC – CA Paulistano -:-
- 1918: CA Paulistano – Fluminense FC 3:2
- 1919: Fluminense FC – CA Paulistano -:-